# Leiodytes
Leiodytes là một chi bọ cánh cứng trong họ Dytiscidae.
Chi này được Guignot miêu tả khoa học năm 1936.

## Các loài
Các loài trong chi này gồm:
- Leiodytes acutus Wang, Satô & P.-S.Yang, 1998
- Leiodytes atomus (Régimbart, 1877)
- Leiodytes australis Biström, 1987
- Leiodytes bicolor (Biström, 1988)
- Leiodytes camerunensis Biström, 1987
- Leiodytes demoulini (Guignot, 1955)
- Leiodytes evanescens (Boheman, 1848)
- Leiodytes frontalis (Sharp, 1884)
- Leiodytes gracilis (Gschwendtner, 1933)
- Leiodytes griseoguttatus (Régimbart, 1893)
- Leiodytes guttulatus (Régimbart, 1891)
- Leiodytes hieroglyphicus (Régimbart, 1894)
- Leiodytes horai (Vazirani, 1969)
- Leiodytes imitator Biström, 1987
- Leiodytes indicus (Régimbart, 1892)
- Leiodytes javanus (Régimbart, 1899)
- Leiodytes kyushuensis (Nakane, 1990)
- Leiodytes lanyuensis Wang, Satô & P.-S.Yang, 1998
- Leiodytes marginicollis (Régimbart, 1895)
- Leiodytes minutus (Vazirani, 1969)
- Leiodytes miyamotoi (Nakane, 1990)
- Leiodytes nicobaricus (Redtenbacher, 1867)
- Leiodytes oblongus (Régimbart, 1899)
- Leiodytes orissaensis (Vazirani, 1969)
- Leiodytes perforatus (Sharp, 1882)
- Leiodytes regimbarti (Guignot, 1936)
- Leiodytes similis Biström, 1993
- Leiodytes vietnamensis Wang, Satô & P.-S.Yang, 1998